# サンポート (列車)
サンポートは、四国旅客鉄道（JR四国）が高松駅 - 多度津駅・観音寺駅・伊予西条駅・松山駅・琴平駅間を予讃線・土讃線経由で運行している快速列車の愛称である。なお、列車名である「サンポート」は香川県高松市にある再開発地区「サンポート高松」に由来する。

## 概要

### 運行状況
データイム（日中）
高松駅 - 観音寺駅・伊予西条駅・松山駅間に1時間に1本間隔で運行される。坂出駅以西の各駅と端岡駅のみ停車。先行する各駅停車を追い越す列車が一部あるが緩急接続はせず、大部分の列車は追い越しもない。また高松駅 - 坂出駅間では「マリンライナー」を含め、1時間に3本の快速列車が運行されている。2011年（平成23年）3月のダイヤ改正以前は、このほかに琴平駅との間にも毎時1本が運行され、「サンポート」だけでも約30分間隔だった。
ラッシュ時
朝の上りと夕方の上り1本は端岡駅に加え鴨川駅・国分駅・鬼無駅にも停車し、朝の上り1本が鴨川駅で各駅停車との接続を行う。夕方の下りは朝夕の上りとは違い、端岡駅と鴨川駅のみの停車で一部の列車が鴨川駅で各駅停車との接続を行う。
日中・ラッシュ時ともに一部の列車は宇多津駅・丸亀駅・多度津駅で特急「南風」と接続しており「しまんと」が運転されない時間帯の高松 - 高知方面の接続列車も兼ねている。これは、「サンポート」の前身である「南風リレー」が運行されていた時から行われており、過去には特急「しおかぜ」との接続を行う「しおかぜリレー」が運行されていた時もあった。2008年（平成20年）3月15日のダイヤ改正で、「南風」に乗り継ぎ可能な列車については「サンポート南風リレー号」の愛称で運行されるようになり、愛称が復活した。
快速「サンポート」が登場するまでの高松駅 - 多度津駅間では端岡駅・坂出駅・宇多津駅・丸亀駅（・讃岐塩屋駅）停車の快速「南風リレー号」（時間帯によっては「しおかぜリレー」）や香西駅・讃岐府中駅・八十場駅・讃岐塩屋駅通過の普通列車（主に土讃線阿波池田駅発着の列車や予讃線観音寺駅以西からの直通、現在の朝上り快速「サンポート」の前身）が設定されていた。特に後者に関しては国鉄時代これら4駅を停車する列車は1日あたり10本程度だった。

### 停車駅
高松駅 -（鬼無駅）- 端岡駅 -（国分駅）- ＜鴨川駅＞ - 坂出駅 -（坂出駅以西は予讃線及び土讃線の各駅に停車）
- （）：朝夕の一部の上り列車が停車。
- ＜＞：朝夕の一部の上り列車と夕ラッシュ時以降の下り列車が停車。

### 使用車両

#### 現在の使用車両
- 6000系
- 7000系
- 7200系

松山運転所に所属する一部の7000系を除いて全て高松運転所に所属する車両である。なお、現在使用される車両のうち6000系と7000系には2022年（令和4年）度まで種別・行先表示器に「快速」の表示が入っていなかったため、「快速サンポート」と表記したヘッドマークを装着していた（現在使用されている7200系の単独運用および、かつて運用されていた113系や121系ワンマン車は「快速」の種別表示が可能なため、ヘッドマークの掲出は行わない。なお、7200系と7000系の併結列車の場合は7000系側にヘッドマークを装着する）。6000系は2022年（令和4年）12月以降フルカラーLEDに、7000系は2023年（令和5年）3月に新たな方向幕に交換され、「快速サンポート」を表示できるようになった。これにより2023年（令和5年）3月17日の運転をもってヘッドマークの掲出を終了した。
5000系・JR西日本223系5000番台にも『快速サンポート Rapid Service Sunport』の種別幕が入っているが、実際に使用されたことはない。

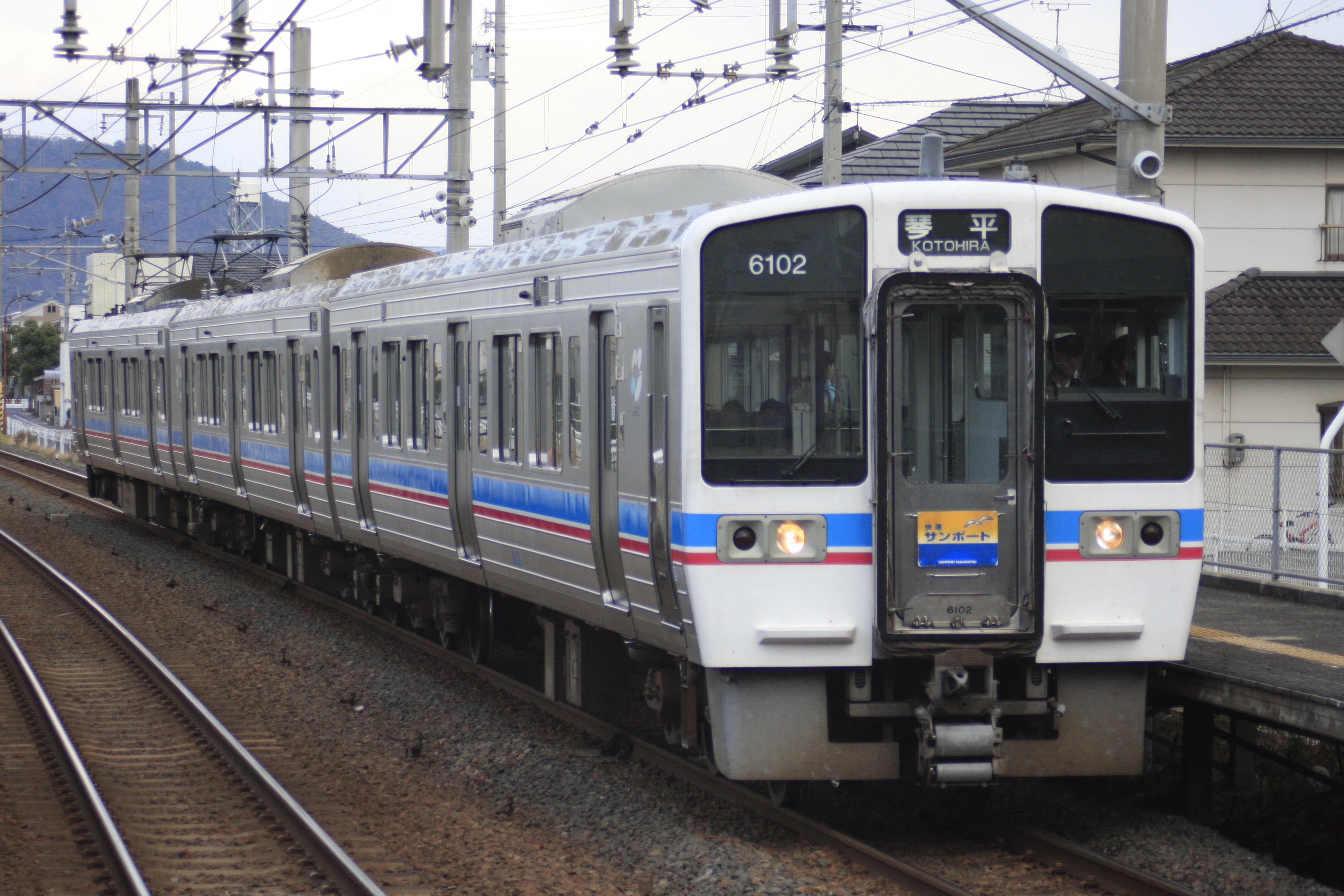
快速「サンポート」に使用される6000系 （讃岐塩屋駅）

#### 過去の使用車両
- キハ58形・キハ65形 - 2008年（平成20年）3月改正まで、上り1本のみ高松駅 - 阿波池田駅間でキハ58形・キハ65形2両を2本繋いだ4両で運行されていた[注 1]。
- 113系 - 2019年（平成31年）3月改正で引退。
- 121系 - 7200系に改造されたことで形式消滅。

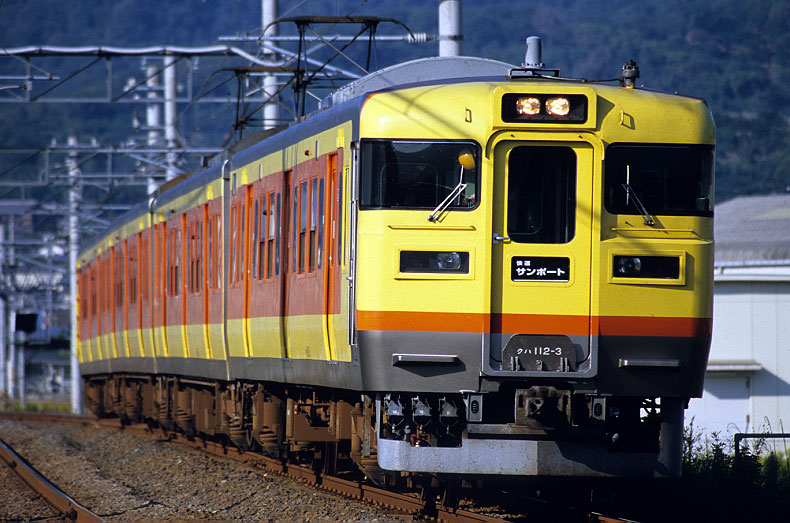
快速「サンポート」でかつて運用されていた113系 （鬼無駅 - 香西駅）

## 沿革
- 2002年（平成14年）3月23日：高松都市圏輸送改善を目的として、それ以前から運転されていた快速「南風リレー号」を発展解消する形で下り20本・上り22本を設定[2]。
- 2003年（平成15年）10月1日：上り1本が各駅停車となり下り20本・上り21本に変更。
- 2005年（平成17年）3月：「サンポート」と「マリンライナー」が日中は高松駅を15分間隔で発車するダイヤになる。
- 2008年（平成20年）3月15日：ダイヤ改正により、「サンポート」と「マリンライナー」が高松駅を15分間隔で発車するダイヤ編成が崩れた。また、高松駅 - 坂出駅間は一部を除いて日中は各駅停車が先着となるダイヤ編成へと変更[1]。
- 2011年（平成23年）3月12日：日中（10時 - 15時台）の高松駅 - 琴平駅間を普通列車に変更（格下げ）[3]。これによりこの時間帯の運行本数は毎時1本となる。